# Seznam letišť v Rakousku

Letiště v Rakousku

Toto je seznam letišť v Rakousku seřazený podle umístění:

## Letiště
Názvy letišť vyznačené tučně označují, že na letišti pravidelně operují komerční letecké společnosti.
| Obsluhované město          | Spolková země | ICAO | IATA | Jméno letiště                                   | Zeměpisné souřadnice |
| -------------------------- | ------------- | ---- | ---- | ----------------------------------------------- | -------------------- |
| Aigen im Ennstal           | Štýrsko       | LOXA |      | Vojenské letiště Aigen im Ennstal               | 47° s. š., 32° v. d. |
| Bad Vöslau                 | Dolní Rakousy | LOAV |      | Letiště Vöslau                                  | 47° s. š., 57° v. d. |
| Dobersberg                 | Dolní Rakousy | LOAB |      | Letiště Dobersberg                              | 48° s. š., 55° v. d. |
| Dornbirn                   | Vorarlbersko  | LOIH | HOH  | Letiště Hohenems-Dornbirn                       | 47° s. š., 23° v. d. |
| Eferding                   | Horní Rakousy | LOLE |      | Letiště Eferding                                | 48° s. š., 20° v. d. |
| Feldkirchen in Kärnten     | Korutany      | LOKF |      | Letiště Feldkirchen-Ossiacher See               | 46° s. š., 42° v. d. |
| Ferlach                    | Korutany      | LOKG |      | Letiště Glainach-Ferlach                        | 46° s. š., 31° v. d. |
| Freistadt                  | Horní Rakousy | LOLF |      | Letiště Freistadt                               | 48° s. š., 30° v. d. |
| Friesach                   | Korutany      | LOKH |      | Letiště Friesach-Hirth                          | 46° s. š., 55° v. d. |
| Fürstenfeld                | Štýrsko       | LOGF |      | Letiště Fürstenfeld                             | 47° s. š., 3° v. d.  |
| Gmunden                    | Horní Rakousy | LOLU |      | Letiště Gmunden Laakirchen                      | 47° s. š., 57° v. d. |
| Graz                       | Štýrsko       | LOWG | GRZ  | Letiště Štýrský Hradec                          | 46° s. š., 59° v. d. |
| Hofkirchen im Traunkreis   | Horní Rakousy | LOLH |      | Letiště Hofkirchen                              | 48° s. š., 8° v. d.  |
| Innsbruck                  | Tyrolsko      | LOWI | INN  | Letiště Innsbruck                               | 47° s. š., 15° v. d. |
| Kapfenberg                 | Štýrsko       | LOGK |      | Letiště Kapfenberg                              | 47° s. š., 27° v. d. |
| Klagenfurt                 | Korutany      | LOWK | KLU  | Letiště Klagenfurt (Letiště Korutany)           | 46° s. š., 38° v. d. |
| Krems an der Donau         | Dolní Rakousy | LOAG |      | Letiště Krems-Langenlois                        | 48° s. š., 26° v. d. |
| Kufstein                   | Tyrolsko      | LOIK |      | Letiště Kufstein-Langkampfen                    | 47° s. š., 33° v. d. |
| Leopoldsdorf im Marchfelde | Dolní Rakousy | LOAL |      | Letiště Leopoldsdorf im Marchfelde              | 48° s. š., 13° v. d. |
| Lienz                      | Tyrolsko      | LOKL |      | Letiště Lienz-Nikolsdorf                        | 46° s. š., 47° v. d. |
| Linec                      | Horní Rakousy | LOWL | LNZ  | Letiště Linec (Modrodunajské letiště Linec)     | 48° s. š., 13° v. d. |
| Linec                      | Horní Rakousy | LOLO |      | Letiště Linec-východ                            | 48° s. š., 17° v. d. |
| Mariazell                  | Štýrsko       | LOGM |      | Letiště Mariazell                               | 47° s. š., 47° v. d. |
| Mauterndorf                | Salcbursko    | LOSM |      | Letiště Mauterndorf                             | 47° s. š., 7° v. d.  |
| Mayerhofen                 | Korutany      | LOKM |      | Letiště Mayrhofen                               | 46° s. š., 58° v. d. |
| Micheldorf                 | Horní Rakousy | LOLM |      | Letiště Micheldorf                              | 47° s. š., 52° v. d. |
| Niederöblarn               | Štýrsko       | LOGO |      | Letiště Niederöblarn                            | 47° s. š., 28° v. d. |
| Nötsch im Gailtal          | Korutany      | LOKN |      | Letiště Nötsch im Gailtal                       | 46° s. š., 34° v. d. |
| Ottenschlag                | Dolní Rakousy | LOAA |      | Letiště Ottenschlag                             | 48° s. š., 25° v. d. |
| Pinkafeld                  | Burgenland    | LOGP |      | Letiště Pinkafeld                               | 47° s. š., 23° v. d. |
| Punitz                     | Burgenland    | LOGG |      | Letiště Punitz-Güssing                          | 47° s. š., 8° v. d.  |
| Retz                       | Dolní Rakousy | LOAR |      | Heliport Retzer Land                            | 48° s. š., 45° v. d. |
| Reutte                     | Tyrolsko      | LOIR |      | Letiště Reutte-Höfen                            | 47° s. š., 28° v. d. |
| Ried im Innkreis           | Horní Rakousy | LOLK |      | Letiště Ried-Kirchheim                          | 48° s. š., 12° v. d. |
| Salcburk                   | Salcbursko    | LOWS | SZG  | Letiště Salcburk (Letiště W.A.Mozarta Salcburk) | 47° s. š., 47° v. d. |
| Sankt Georgen am Ybbsfelde | Dolní Rakousy | LOLG |      | Letiště Sankt Georgen                           | 48° s. š., 6° v. d.  |
| Sankt Johann in Tirol      | Tyrolsko      | LOIJ |      | Letiště Sankt Johann                            | 47° s. š., 31° v. d. |
| Sankt Johann in Tirol      | Tyrolsko      | LOIT |      | Heliport Sankt Johann in Tirol                  | 47° s. š., 31° v. d. |
| Schärding                  | Horní Rakousy | LOLS |      | Letiště Schärding-Suben                         | 48° s. š., 24° v. d. |
| Scharnstein                | Horní Rakousy | LOLC |      | Letiště Scharnstein                             | 47° s. š., 53° v. d. |
| Schruns                    | Vorarlbersko  | LOIY |      | Heliport Sanatorium Dr. Schenk                  | 47° s. š., 4° v. d.  |
| Schwaz                     | Tyrolsko      | LOXI |      | Heliport Schwaz                                 | 47° s. š., 20° v. d. |
| Seitenstetten              | Dolní Rakousy | LOLT |      | Letiště Seitenstetten                           | 48° s. š., 3° v. d.  |
| Spitzerberg                | Dolní Rakousy | LOAS |      | Letiště Spitzerberg                             | 48° s. š., 5° v. d.  |
| Stockerau                  | Dolní Rakousy | LOAU |      | Letiště Stockerau                               | 48° s. š., 24° v. d. |
| Timmersdorf                | Štýrsko       | LOGT |      | Letiště Leoben/Timmersdorf                      | 47° s. š., 22° v. d. |
| Trausdorf an der Wulka     | Burgenland    | LOAT |      | Letiště Trausdorf                               | 47° s. š., 47° v. d. |
| Tulln an der Donau         | Dolní Rakousy | LOXT |      | Letecká základna Brumowski                      | 48° s. š., 19° v. d. |
| Turnau                     | Štýrsko       | LOGL |      | Letiště Lanzen-Turnau                           | 47° s. š., 33° v. d. |
| Vienna (Wien)              | Dolní Rakousy | LOWW | VIE  | Letiště Vídeň (Letiště Vídeň-Schwechat)         | 48° s. š., 6° v. d.  |
| Vomp                       | Tyrolsko      | LOXI |      | Vojenská vrtulníková základna Vomp              | 47° s. š., 32° v. d. |
| Völtendorf                 | Dolní Rakousy | LOAD |      | Letiště Völtendorf                              | 48° s. š., 9° v. d.  |
| Weiz                       | Štýrsko       | LOGW |      | Letiště Weiz-Unterfladnitz                      | 47° s. š., 10° v. d. |
| Wels                       | Horní Rakousy | LOLW |      | Letiště Wels                                    | 48° s. š., 11° v. d. |
| Wiener Neustadt            | Dolní Rakousy | LOAN |      | Letiště Wiener Neustadt East                    | 47° s. š., 50° v. d. |
| Wiener Neustadt            | Dolní Rakousy | LOXN |      | Letiště Wiener Neustadt West                    | 47° s. š., 50° v. d. |
| Wolfsberg                  | Korutany      | LOKW |      | Letiště Wolfsberg                               | 46° s. š., 49° v. d. |
| Zell am See                | Salcbursko    | LOWZ |      | Letiště Zell am See                             | 47° s. š., 17° v. d. |
| Zeltweg                    | Štýrsko       | LOXZ |      | Letecká základna Zeltweg                        | 47° s. š., 12° v. d. |